# Arrondissements du Calvados
Le département du Calvados comprend quatre arrondissements.

## Composition
| Nom                       | Code Insee | Superficie (km2) | Population (dernière pop. légale) | Densité (hab./km2) | Modifier             |
| ------------------------- | ---------- | ---------------- | --------------------------------- | ------------------ | -------------------- |
| Arrondissement de Bayeux  | 141        | 976,60           | 73 936 (2022)                     | 76                 | modifier les données |
| Arrondissement de Caen    | 142        | 1 595,70         | 399 290 (2022)                    | 250                | modifier les données |
| Arrondissement de Lisieux | 143        | 1 756,20         | 160 208 (2022)                    | 91                 | modifier les données |
| Arrondissement de Vire    | 144        | 1 205,90         | 71 171 (2022)                     | 59                 | modifier les données |
| Calvados                  | 14         | 5 548,00         | 704 605 (2022)                    | 127                | modifier les données |

## Histoire
- 1790 : création du département avec six districts : Bayeux, Caen, Falaise, Lisieux, Pont-l'Évêque, Vire
- 1800 : création des arrondissements : Bayeux, Caen, Falaise, Lisieux, Pont-l'Évêque, Vire
- 1926 : suppression des arrondissements de Falaise et Pont-l'Évêque
- 2017 : modification des limites d'arrondissements à la suite de la réforme des collectivités territoriales[1].